# Mizunuma Kota
Mizunuma Kota (水沼 宏太 Mizunuma Kōta, sinh ngày 22 tháng 2 năm 1990 ở Aoba-ku, Yokohama) là một cầu thủ bóng đá người Nhật Bản hiện tại thi đấu cho Cerezo Osaka. Bố của anh, Takashi, was also a professional footballer.

## Thống kê sự nghiệp

### Câu lạc bộ
Tính đến trận đấu diễn ra ngày 14 tháng 3 năm 2018.
| Câu lạc bộ          | Mùa giải            | Giải vô địch | Giải vô địch | Cúp     | Cúp       | Cúp Liên đoàn | Cúp Liên đoàn | Khác    | Khác      | Tổng    | Tổng      |
| Câu lạc bộ          | Mùa giải            | Số trận      | Bàn thắng    | Số trận | Bàn thắng | Số trận       | Bàn thắng     | Số trận | Bàn thắng | Số trận | Bàn thắng |
| ------------------- | ------------------- | ------------ | ------------ | ------- | --------- | ------------- | ------------- | ------- | --------- | ------- | --------- |
| Yokohama F. Marinos | 2007                | 3            | 0            | 0       | 0         | 0             | 0             | -       | -         | 3       | 0         |
| Yokohama F. Marinos | 2008                | 10           | 0            | 0       | 0         | 4             | 0             | -       | -         | 14      | 0         |
| Yokohama F. Marinos | 2009                | 12           | 0            | 1       | 0         | 5             | 0             | -       | -         | 18      | 0         |
| Yokohama F. Marinos | 2010                | 4            | 0            | 0       | 0         | 2             | 0             | -       | -         | 6       | 0         |
| Yokohama F. Marinos | Tổng                | 29           | 0            | 1       | 0         | 11            | 0             | -       | -         | 41      | 0         |
| Tochigi S.C.        | 2010                | 13           | 2            | 2       | 1         | -             | -             | -       | -         | 15      | 3         |
| Tochigi S.C.        | 2011                | 37           | 5            | 2       | 0         | -             | -             | -       | -         | 39      | 5         |
| Tochigi S.C.        | Tổng                | 50           | 7            | 4       | 1         | -             | -             | -       | -         | 54      | 8         |
| Sagan Tosu          | 2012                | 33           | 5            | 1       | 0         | 4             | 2             | -       | -         | 38      | 7         |
| Sagan Tosu          | 2013                | 27           | 4            | 3       | 1         | 4             | 0             | -       | -         | 34      | 5         |
| Sagan Tosu          | 2014                | 32           | 4            | 1       | 0         | 3             | 1             | -       | -         | 36      | 5         |
| Sagan Tosu          | 2015                | 32           | 7            | 2       | 2         | 4             | 1             | -       | -         | 38      | 10        |
| Sagan Tosu          | Tổng                | 124          | 20           | 7       | 3         | 15            | 4             | -       | -         | 146     | 27        |
| FC Tokyo            | 2016                | 17           | 1            | 2       | 0         | 2             | 0             | 9       | 3         | 30      | 4         |
| FC Tokyo            | Tổng                | 17           | 1            | 2       | 0         | 2             | 0             | 9       | 3         | 30      | 4         |
| Cerezo Osaka        | 2017                | 24           | 3            | 2       | 2         | 7             | 2             | 0       | 0         | 33      | 7         |
| Cerezo Osaka        | 2018                | 3            | 0            | 0       | 0         | 0             | 0             | 4       | 1         | 7       | 1         |
| Cerezo Osaka        | Tổng                | 27           | 3            | 2       | 2         | 7             | 2             | 4       | 1         | 40      | 8         |
| Tổng cộng sự nghiệp | Tổng cộng sự nghiệp | 247          | 31           | 16      | 6         | 35            | 6             | 13      | 4         | 311     | 47        |

## Danh hiệu

### Câu lạc bộ
Cerezo Osaka
- J.League Cup: 2017
- Cúp Hoàng đế Nhật Bản: 2017

### Nhật Bản
U-23 Nhật Bản
- Đại hội Thể thao châu Á: 2010

U-17 Nhật Bản
- Giải vô địch bóng đá U-17 châu Á: 2006